# Рабат Аякс
«Рабат Аякс» (англ. Rabat Ajax Football Club) — мальтийский футбольный клуб из города Рабат. Двукратный чемпион Мальты, обладатель Кубка Мальты.

## История
Клуб основан в 1930 году под названием Rabat Rovers. В 1937 объединился с клубами Rabat Rangers и Old City. Новая команда получила название Rabat Zvanks, а через год была переименована в Rabat FC. В 1980 произошло объединение с командой Rabat Ajax и образование нынешней команды Rabat Ajax FC.
В 1983 году клуб впервые участвовал в Кубке УЕФА, но вылетел в первом раунде, не забив ни одного мяча. В 1985 году выиграл Чемпионат Мальты, в следующем году повторил успех, а также присоединил к трофеям Мальтийский кубок.

## Достижения
- Мальтийская Премьер Лига
  - Чемпион: 1984/85, 1985/86
    - Серебряный призёр: 1983/84;
      - Бронзовый призёр: 1982/83;
- Кубок Мальты
  - Обладатель: 1986 2-0 против Zurrieq F.C.
  - Финалист: 1954 1-5 против Флорианы
- Суперкубок Мальты
  - Обладатель : 1985, 1986